# 埃克格拉底
埃克格拉底（Echecrates），约活动于公元前4世纪前后。古希腊毕达哥拉斯学派哲学家，公元前367年达到鼎盛。系毕达哥拉斯哲学学派最后一批成员之一。他的事迹较为简略，其哲学思想在其他毕达哥拉斯学派的哲学家著作中有所反映。
亦即柏拉圖的第四篇對話錄《斐多篇》中與斐多對話的伊奇。